# 约翰·菲尔德
约翰·菲尔德（英語：John Field；1782年7月26日—1837年1月23日），爱尔兰钢琴家，作曲家。
菲尔德主要写作钢琴曲。他的作品旋律优美，和声明晰，技巧丰富，在当时颇受欢迎。他首创了钢琴独奏的夜曲体裁，肖邦深受其影响。

## 生平
菲尔德出生在一个新教家庭，自幼学习钢琴，10岁时公开演出，11岁随家人移居伦敦，师从穆齐奥·克莱门蒂。同时他也结识了海顿并受其赞赏。1801年随克莱门蒂到欧洲大陆演出，后来又到俄罗斯。菲尔德在俄罗斯颇受欢迎，后来他决定定居在圣彼得堡。1831年，他到欧洲旅行，结识了车尔尼，并听了李斯特的演出。回到莫斯科后病逝。

## 外部連結
- 维基共享资源上的相關多媒體資源：John Field (composer)
- 约翰·菲尔德的免费乐谱，由国际乐谱典藏计划提供